# Usbekische Futsalnationalmannschaft
Die usbekische Futsalnationalmannschaft ist eine repräsentative Auswahl usbekischer Futsalspieler. Die Mannschaft vertritt den Oʻzbekiston Futbol Federatsiyasi den usbekischen Fußballverband  bei internationalen Begegnungen.

## Abschneiden bei Turnieren
Für Weltmeisterschaftsendrunden unter der Schirmherrschaft der FIFA qualifizierte sich die Nationalmannschaft Usbekistan bisher noch nicht.
An Asienmeisterschaften nahm das Team insgesamt zehn Mal teil. 2001, 2006 und 2010 erreichte man den zweiten Platz.

### Futsal-Weltmeisterschaft
- 1989 – kein FIFA Mitglied
- 1992 – nicht qualifiziert
- 1996 – nicht qualifiziert
- 2000 – nicht qualifiziert
- 2004 – nicht qualifiziert
- 2008 – nicht qualifiziert
- 2012 – nicht qualifiziert
- 2016 – Vorrunde
- 2021 – Achtelfinale
- 2024 – Vorrunde

### Futsal-Asienmeisterschaft
- 1999 – Gruppenphase
- 2000 – Gruppenphase
- 2001 – 2. Platz
- 2002 – Viertelfinale
- 2003 – Viertelfinale
- 2004 – 4. Platz
- 2005 – 3. Platz
- 2006 – 2. Platz
- 2007 – 3. Platz
- 2008 –  Viertelfinale
- 2010 – 2. Platz
- 2012 – Viertelfinale
- 2014 – 3. Platz
- 2016 – 2. Platz
- 2018 – 3. Platz
- 2022 – 3. Platz
- 2024 – 3. Platz

Afghanistan |
Australien |
Bahrain |
Bangladesch |
Bhutan |
Brunei |
China |
Guam |
Hongkong |
Indien |
Indonesien |
Irak |
Iran |
Japan |
Jemen |
Jordanien |
Kambodscha |
Katar |
Kirgisistan |
Kuwait |
Laos |
Libanon |
Macao |
Malaysia |
Malediven |
Mongolei |
Myanmar |
Nepal |
Nordkorea |
Oman |
Osttimor |
Pakistan |
Palästina |
Philippinen |
Saudi-Arabien |
Singapur |
Sri Lanka |
Südkorea |
Syrien |
Tadschikistan |
Taiwan |
Thailand |
Turkmenistan |
Usbekistan |
Vereinigte Arabische Emirate |
Vietnam
Futsalnationalmannschaften der:

CAF (Afrika) |
CONCACAF (Nord-, Zentralamerika, Karibik) |
CONMEBOL (Südamerika) |
OFC (Ozeanien) |
UEFA (Europa)